# William M. Evarts
William Maxwell Evarts, né le 8 février 1818 à Boston (Massachusetts) et mort le 28 février 1901 à New York, est un avocat et homme politique américain. Membre du Parti whig puis du Parti républicain, il est procureur général des États-Unis entre 1868 et 1869 dans l'administration du président Andrew Johnson, secrétaire d'État des États-Unis entre 1877 et 1881 dans celle de Rutherford B. Hayes, puis sénateur de l'État de New York entre 1885 et 1891.

## Biographie
Né à Boston, il est le fils de l'écrivain Jeremiah Evarts, et le petit-fils par sa mère du signataire de la déclaration d'indépendance des États-Unis d'Amérique Roger Sherman.
Réputé pour ses talents de plaideur, il est impliqué dans trois des causes les plus importantes de la jurisprudence politique américaine de son époque : la tentative de destitution du Président Andrew Johnson, l’arbitrage de Genève et les contestations devant la commission électorale pour régler l’élection présidentielle de 1876.
Pendant la présidence de Rutherford B. Hayes, Evarts, réformiste, fut un membre actif de la faction « Half-Breed » du Parti républicain, qui mettait l’accent sur le soutien à la réforme de la fonction publique, en opposition aux « piliers » conservateurs qui défendaient le Spoil System.
Il fut chargé de la récolte de fonds pour la construction du socle de la statue de la Liberté.